# Ukrainische Kombinierte-Pyramide-Meisterschaft
Die ukrainische Kombinierte-Pyramide-Meisterschaft ist ein zumeist jährlich ausgetragenes Billardturnier zur Ermittlung des nationalen Meisters der Ukraine in der Disziplin Kombinierte Pyramide.
Rekordmeisterin ist die sechsmalige Siegerin Anastassija Kowalenko. Bei den Herren waren Pawlo Radionow und Andrij Kljestow mit bislang jeweils drei Titeln am erfolgreichsten.

## Herrenturnier

### Die Turniere im Überblick
| Jahr | Ukrainischer Meister | Ergebnis          | Finalist             | Halbfinalisten 1     |
| ---- | -------------------- | ----------------- | -------------------- | -------------------- |
| 2009 | Wadym Korjahin       | 5:3               | Artem Budanzew       | Oleh Orljanskyj      |
| 2009 | Wadym Korjahin       | 5:3               | Artem Budanzew       | Taras Tjahnij        |
| 2010 | Jehor Schukowskyj    | 6:5               | Hlib Waschtschenkow  | Jaroslaw Tarnowezkyj |
| 2010 | Jehor Schukowskyj    | 6:5               | Hlib Waschtschenkow  | Serhij Zilyk         |
| 2011 | Artem Matwijtschuk   | 6:5               | Jaroslaw Tarnowezkyj | Wolodymyr Perkun     |
| 2011 | Artem Matwijtschuk   | 6:5               | Jaroslaw Tarnowezkyj | Jewhen Talow         |
| 2012 | Jaroslaw Tarnowezkyj | 6:1               | Dmytro Burlatschenko | Hlib Waschtschenkow  |
| 2012 | Jaroslaw Tarnowezkyj | 6:1               | Dmytro Burlatschenko | Jewhen Palamar       |
| 2013 | Dmytro Biloserow     | 6:4               | Artem Dazenko        | Oleksandr Bedewka    |
| 2013 | Dmytro Biloserow     | 6:4               | Artem Dazenko        | Maksym Lawrynenko    |
| 2014 | nicht ausgetragen    | nicht ausgetragen | nicht ausgetragen    | nicht ausgetragen    |
| 2015 | Pawlo Radionow       | 6:2               | Ihor Lytowtschenko   | Jurij Smyrnow        |
| 2015 | Pawlo Radionow       | 6:2               | Ihor Lytowtschenko   | Jaroslaw Tarnowezkyj |
| 2016 | Artur Piwtschenko    | 6:5               | Wladyslaw Kossohow   | Wladyslaw Wolyk      |
| 2016 | Artur Piwtschenko    | 6:5               | Wladyslaw Kossohow   | Oleksandr Bedewka    |
| 2017 | Pawlo Radionow       | 5:2               | Stanislaw Tymtschij  | Andrij Rodionow      |
| 2017 | Pawlo Radionow       | 5:2               | Stanislaw Tymtschij  | Dmytro Biloserow     |
| 2018 | Andrij Kljestow      | 6:5               | Wolodymyr Perkun     | Oleksandr Istomin    |
| 2018 | Andrij Kljestow      | 6:5               | Wolodymyr Perkun     | Jewhen Pokus         |
| 2019 | Mykyta Homenjuk      | 6:5               | Pawlo Radionow       | Jurij Smyrnow        |
| 2019 | Mykyta Homenjuk      | 6:5               | Pawlo Radionow       | Wolodymyr Perkun     |
| 2020 | Andrij Kljestow      | 6:4               | Bohdan Schuhalej     | Mykyta Homenjuk      |
| 2020 | Andrij Kljestow      | 6:4               | Bohdan Schuhalej     | Ihor Lytowtschenko   |
| 2021 | Wladyslaw Wolyk      | 6:4               | Artem Matwijtschuk   | Bohdan Rybalko       |
| 2021 | Wladyslaw Wolyk      | 6:4               | Artem Matwijtschuk   | Mykyta Homenjuk      |
| 2023 | Pawlo Radionow       | 5:1               | Mykyta Homenjuk      | Fedir Schdanow       |
| 2023 | Pawlo Radionow       | 5:1               | Mykyta Homenjuk      | Dmytro Humenjuk      |
| 2024 | Andrij Kljestow      | 6:1               | Fedir Schdanow       | Dmytro Biloserow     |
| 2024 | Andrij Kljestow      | 6:1               | Fedir Schdanow       | Anatolij Menjuk      |
| 2025 | Andrij Rodionow      | 6:2               | Oleksandr Dychan     | Fedir Schdanow       |
| 2025 | Andrij Rodionow      | 6:2               | Oleksandr Dychan     | Wladyslaw Jelenytsch |

### Rangliste
| Platz | Spieler              | Gold | Silber | Bronze |
| ----- | -------------------- | ---- | ------ | ------ |
| 1     | Pawlo Radionow       | 3    | 1      | 0      |
| 2     | Andrij Kljestow      | 3    | 0      | 0      |
| 3     | Jaroslaw Tarnowezkyj | 1    | 1      | 2      |
| 3     | Mykyta Homenjuk      | 1    | 1      | 2      |
| 5     | Artem Matwijtschuk   | 1    | 1      | 0      |
| 6     | Dmytro Biloserow     | 1    | 0      | 2      |
| 7     | Andrij Rodionow      | 1    | 0      | 1      |
| 7     | Wladyslaw Wolyk      | 1    | 0      | 1      |
| 9     | Wadym Korjahin       | 1    | 0      | 0      |
| 9     | Artur Piwtschenko    | 1    | 0      | 0      |
| 9     | Jehor Schukowskyj    | 1    | 0      | 0      |

## Damenturnier

### Die Turniere im Überblick
| Jahr | Ukrainische Meisterin | Ergebnis          | Finalistin             | Halbfinalistinnen 2     |
| ---- | --------------------- | ----------------- | ---------------------- | ----------------------- |
| 2009 | Anna Majstrenko       | 4:3               | Sarjana Prytuljuk      | Ward Arsumanjan         |
| 2009 | Anna Majstrenko       | 4:3               | Sarjana Prytuljuk      | Anna Iljina             |
| 2010 | Sarjana Prytuljuk     | 5:3               | Anna Kljestowa         | Aljona Afanassjewa      |
| 2010 | Sarjana Prytuljuk     | 5:3               | Anna Kljestowa         | Marija Pudowkina        |
| 2011 | Wiktorija Iwanowa     | 4:2               | Sarjana Prytuljuk      | Anastassija Kowalenko   |
| 2011 | Wiktorija Iwanowa     | 4:2               | Sarjana Prytuljuk      | Natalija Kossjak        |
| 2012 | Wiktorija Iwanowa     | 4:2               | Marija Pudowkina       | Anna Kljestowa          |
| 2012 | Wiktorija Iwanowa     | 4:2               | Marija Pudowkina       | Natalija Kossjak        |
| 2013 | Anastassija Kowalenko | 4:3               | Alissa Loboda          | Schanna Schmattschenko  |
| 2013 | Anastassija Kowalenko | 4:3               | Alissa Loboda          | Natalija Kossjak        |
| 2014 | nicht ausgetragen     | nicht ausgetragen | nicht ausgetragen      | nicht ausgetragen       |
| 2015 | Anastassija Kowalenko | 4:2               | Marija Pudowkina       | Wlada Kudizka           |
| 2015 | Anastassija Kowalenko | 4:2               | Marija Pudowkina       | Tetjana Tutschak        |
| 2016 | Marija Turtschyna     | 4:3               | Tetjana Tutschak       | Wiktorija Iwanowa       |
| 2016 | Marija Turtschyna     | 4:3               | Tetjana Tutschak       | Anastassija Kowalenko   |
| 2017 | Anna Kljestowa        | 4:2               | Schanna Schmattschenko | Marija Turtschyna       |
| 2017 | Anna Kljestowa        | 4:2               | Schanna Schmattschenko | Tetjana Tutschak        |
| 2018 | Anastassija Kowalenko | 4:3               | Anna Kljestowa         | Wira Medenko            |
| 2018 | Anastassija Kowalenko | 4:3               | Anna Kljestowa         | Julija Nesterowa        |
| 2019 | Anastassija Kowalenko | 4:0               | Ljubow Schyhajlowa     | Chrystyna Schewtschenko |
| 2019 | Anastassija Kowalenko | 4:0               | Ljubow Schyhajlowa     | Anna Kljestowa          |
| 2020 | Jana Wassylowa        | 4:3               | Marija Pudowkina       | Ljubow Schyhajlowa      |
| 2020 | Jana Wassylowa        | 4:3               | Marija Pudowkina       | Anna Kljestowa          |
| 2021 | Anna Kljestowa        | 4:1               | Marija Skotschuk       | Jana Wassylowa          |
| 2021 | Anna Kljestowa        | 4:1               | Marija Skotschuk       | Chrystyna Schewtschenko |
| 2023 | Jana Wassylowa        | (3:0) 3           | Hanna Herassimowa      | Marija Pudowkina        |
| 2023 | Jana Wassylowa        | (3:0) 3           | Hanna Herassimowa      | Marija Skotschuk 4      |
| 2024 | Anastassija Kowalenko | 4:2               | Tetjana Tutschak       | Marija Skotschuk        |
| 2024 | Anastassija Kowalenko | 4:2               | Tetjana Tutschak       | Hanna Herassimowa       |
| 2025 | Anastassija Kowalenko | 4:1               | Julija Malachowa       | Jana Wassylowa          |
| 2025 | Anastassija Kowalenko | 4:1               | Julija Malachowa       | Marija Skotschuk        |

### Rangliste
| Platz | Spieler               | Gold | Silber | Bronze |
| ----- | --------------------- | ---- | ------ | ------ |
| 1     | Anastassija Kowalenko | 6    | 0      | 2      |
| 2     | Anna Kljestowa        | 2    | 2      | 3      |
| 3     | Jana Wassylowa        | 2    | 0      | 2      |
| 4     | Wiktorija Iwanowa     | 2    | 0      | 1      |
| 5     | Sarjana Prytuljuk     | 1    | 2      | 0      |
| 6     | Marija Turtschyna     | 1    | 0      | 1      |
| 7     | Anna Majstrenko       | 1    | 0      | 0      |